# Kappan

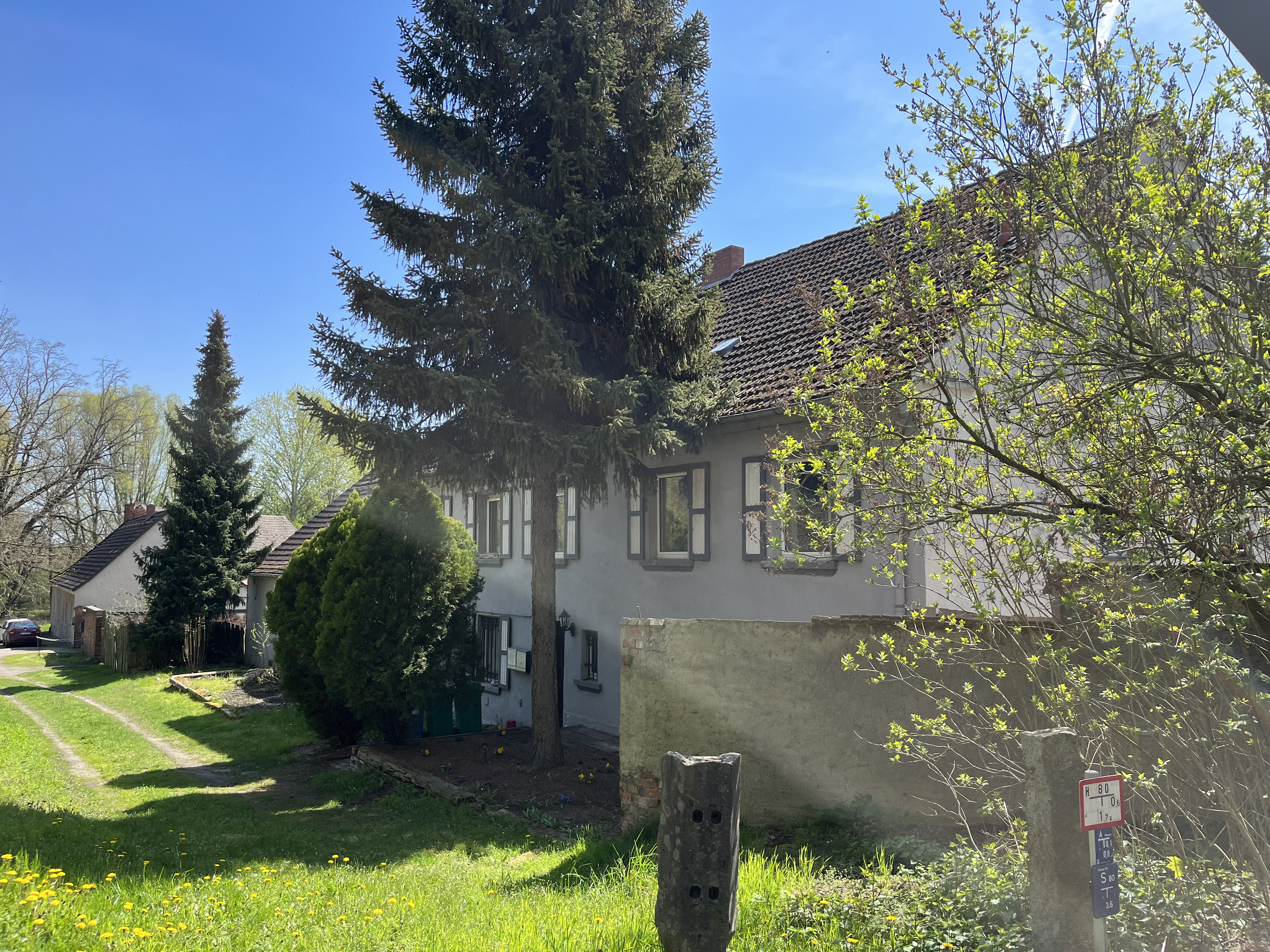
Ortsansicht

Kappan war eine Gutssiedlung und Wohnplatz der Stadt Jüterbog im Landkreis Teltow-Fläming in Brandenburg.

## Geografische Lage
Die Siedlung liegt westlich des Stadtzentrums und dort unmittelbar südlich der Bundesstraße 102, die in nordwestlicher Richtung aus der Stadt führt. Von Südwesten kommend führt die Bahnstrecke Berlin–Halle in nordöstlicher Richtung an der Wohnbebauung vorbei. Südwestlich liegen in einem Waldgebiet die 99,5 m ü. NHN Meter hohen Weinberge. Die dazwischen befindlichen Flächen werden durch einen unbenannten Graben in östlicher Richtung entwässert.

## Geschichte

### 13. bis 17. Jahrhundert
Im Jahr 1295 wurde erstmals ein Wald vor der Stadt Jüterbog urkundlich als siluam dictamCoppan et Warzun, sitam iuxta ipsam ciuitatem (der Wald namens Coppan und Warzun, der in der Nähe der Stadt selbst liegt) erwähnt. Etwa 1,5 km westlich des Jüterboger Schlossbergs erschien im Jahr 1301 der Flurname Wortezun, 1402 als Wehrstracke bezeichnet. Er gehörte von 1295 bis 1570/1594 dem Kloster Zinna und erschien in dieser Zeit im Jahr 1516 als das holtz gnant der Capphan vor vnser Stadt Jutterbugk gelegen. Im Juli 1520 verzichtete der Bürger Georg Meinicke(Mencke) aus Jüterbog gegenüber dem Kloster Zinna auf seine Ansprüche aus dem Gehölz und erhielt dafür von den Zisterziensern 40 Gulden. Nach der Reformation übernahm das Amt Jüterbog die Flächen, die 1617 als vfen Kapann bezeichnet wurden und in denen 1659 ein Schäfer tätig war. Im Jahr 1661 wurde berichtet, dass der Rat der Stadt Jüterbog „vor wenigen Zeiten“ auf den Kappan-Stücken einen Finkenheerd besaß. Die Felder wurden von der Feldmark Damm ablegen und nie in Hufen, sondern in einzelnen Stücken gerechnet worden.

### 18. Jahrhundert
Die Fläche war in den Jahren 1715 bis 1727 im Besitz der von Lüttichau, die es an Daniel Richter verpachteten. Er schien jedoch in finanzielle Not zu geraten und war Inhalt eines Schreibens des Kreisdirektors Anthon Friedrich von Seyffertitz, des Amtmanns Ritter und des Bürgermeisters Lossius. Im Jahr 1727 kam die Fläche wieder in den Besitz des Amtes und bildete mit dem Gut Waldau und dem Vorwerk Meierei die Schlossdomäne Jüterbog. Das Amt ließ ein Vorwerk errichten, das im Jahr 1738 einen Ertrag von 27 Scheffel Weizen, 170 Scheffel Roggen, 240 Scheffel Gerste, 100 Scheffel Hafer, 12 Scheffel Erbsen, 20 Scheffel Wicken, 12 Scheffel Buchweizen und 8 Scheffel Hirse erbrachte. Es wurden 1000 Schafe, 70 Stück Kühe, 25 Stück Zugvieh und 12 Mutterschweine gehalten. Außerdem wurde Federvieh gezogen und zwei Weinberge bewirtschaftet. Auf dem Grundstück befand sich im Jahr 1750 ein Wohnhaus mit 15 Gebinden, ein Hinterhaus mit 9 Gebinden, Schweineställe mit 19 Gebinden sowie ein Taubenhaus, vier Kuhställe, ein Pferdestall sowie Scheunen mit 37 Gebinden. Eine vierte Scheune war 16 Gebinde groß. Die Schäferwohnung umfasste 17 Gebinde, drei Schafställe waren 8 Gebinde groß, hinzu kamen vier Gärten sowie acht Pferde, 14 Stück Rindvieh, 98 Schweine 858 Schafe und Federvieh. Auf den Ländereien einschließlich Waldau und Vorburg wurden 40 Scheffel Weizen, 295 Scheffel 8 Metzen Roggen, 295 Scheffel 8 Metzen Gerste, 206 Scheffel Hafer, 15 Scheffel Erbsen, und 14 Scheffel Wicken eingefahren. Hinzu kamen 8 Scheffel 13 Metzen Heidekorn, darunter auch die Probsthufen mit 115 Scheffel Roggen, 127 Scheffel 8 Metzen Gerste, 89 Scheffel Hafer, 6 Scheffel Heidekorn sowie die als Bärwinkel bezeichnete Probsthufe, auf der 7 Scheffel 8 Metzen Gerste eingefahren wurden. Hinzu kamen Bäckerhufen mit 66 Scheffel Roggen, 49 Scheffel Gerste, 29 Scheffel Hafer, 4 Scheffel Wicken, 2 Scheffel 13 Metzen Heidekorn und die Nonnenhufen mit 48 Scheffel Roggen, 14 Scheffel Gerste und 43 Scheffel Hafer. Zur Fläche zählten außerdem 14 Wiesen. Das Amt hatte zwischenzeitlich das Brauen und Ausschroten von Bier ermöglicht. Im Jahr 1791 gab es das Amtsvorwerk und einen Gasthof. Das Amtsvorwerk bestand im Jahr 1796 aus Ackerflächen, Wiesen, Weinbergen mit Hütung und Trift sowie den Flächen Waldau und Vorburg. Auf 223 2/3 Acker wurden 120 Scheffel Weizen und 95 Scheffel Korn ausgesät, auf weiteren Flächen 40 Scheffel Weizen, 210 Scheffel Korn, 220 Scheffel Gerste, 90 Scheffel Hafer, 30 Scheffel Erbsen, 24 Scheffel Wicken und 20 Scheffel Gemenge (2/3 Wicken und 1/3 Hafer). Auf 33 ¼ Ackerflächen wurden 37 ¼ Fuder Heu und 9 Fuder Grummet geerntet. Hinzu kamen 1 11⁄16 Acker Gärten, 4 ½ Acker Weinberge, 5250 Acker Hütung und Trift sowie 64 Acker eigentümliche Hütung. Im Wohnhaus lebte der Verwalter; es gab außerdem eine Schäferwohnung, einen großen Schafstall, einen Hammelstatt, einen Pferde- und Kuhstall, eine Scheune, einen Schweinestall, ein Taubenhaus, ein Brau- und Preßhaus ein Backhaus und ein Leiterhaus. Auf dem Gelände wurden 20 Pferde gehalten (mit Waldau und Vorburg), sieben Kühe, fünf Färsen, sechs Absetzkälber, drei Bullen, drei Samensauen, zwei Hauer, elf Läufer, neun Ferkel, zwei Mastschweine, 236 Schafe, 117 Zeitschafe, 136 Kälberlämmer, 227 Hammel, 124 Zeithammel, 128 Ochsenjährlinge und 24 Stäre.

### 19. Jahrhundert
Zur Jahrhundertwende gab es drei Vorwerke in Kappan, Waldau und Vorburg, die insgesamt 14 Wiesen, 7 Gärten, 21 Feldstücke und 553 Scheffel 5 Metzen Einsaat ausbrachten: 40 Scheffel Weizen, 172 ½ Scheffel Roggen, 175 Scheffel Gerste, 116 ½ Scheffel Hafer, 14 ½ Scheffel Wicken, 15 Scheffel Erbsen und 13 Metzen Heidekorn. Im Jahr 1817 übernahm das Amt Zinna die Vorwerke, darunter auch Kapphan, Kapphahn, vormals hieß es Kamhain weil es in einem Sorben-Wendischen Haine angelegt und überließ sie im Jahr 1829 dem Pächter und Oberamtmann Hauffe als Eigentum. Er bat kurz darauf das Amt um eine Entschädigung, da der Zinshafer, den mehrere Zensiten leisten musste, aus seiner Sicht qualitativ minderwertig war. Kappan erschien im Jahr 1837 als Vorwerk mit der Meierei Vorburg, in dem elf männliche und acht weibliche Dienstboten arbeiteten und sechs Wohnhäuser standen. Die Fläche war im Jahr 1858 insgesamt 2057 Morgen (Mg) groß: 7 Mg Gehöfte, 10 Mg Gartenland, 800 Mg Acker, 100 Mg Wiese, 80 Mg Weide, 1060 Mg Wald. Es gab fünf Wohn- und neun Wirtschaftsgebäude, darunter eine Brennerei sowie den Abbau An der Vorburg. Kappan bestand im Jahr 1860 als Vorwerk mit Abbau Vorburg und Vorwerk Heinrichtsdorf und 1871 mit Vorwerk Heinrichtsdorf. Haufe hatte mittlerweile eine Branntweinbrennerei errichten lassen. Fünf Jahre später wurde das Fabriketablissement im Anschluss des Dorfes Damm an den Gemeindebezirk Damm abgetreten. Kappan bestand 1885 mit dem Wohnplatz Heinrichsdorf und musste 1896 insgesamt 1,8 Hektar (ha) an den Gutsbezirk Schießplatz Jüterbog abtreten. Die amtliche Schreibweise Kappan erschien 1898.

### 20. Jahrhundert
Die Gemarkung war im Jahr 1900 insgesamt 600,9 ha groß und bestand aus fünf Häusern, die unter anderem mit dem Gutsbesitzer und dem Schankwirt besetzt waren. Zu Kappan gehörte im Jahr 1905 der Wohnplatz Vorwerk Heinrichsdorf. Im Jahr 1928 kam der Hauptteil (westlich der Anhalter Bahn) zu Dennewitz, der Rest zur Stadt Jüterbog, während der Ortsteil Heinrichsdorf mit Niedergörsdorf vereinigt wurde. Der Aufteilung war ein Streit vorausgegangen, in dem die Stadt Jüterbog die Eingemeindung des gesamten Gutsbezirkes forderte, der Landrat, der Regierungspräsident und der Oberpräsident hingegen die Teilung vorsahen und sich schließlich durchsetzen konnten.
Kappan war 1950 und 1957 Wohnplatz von Jüterbog. Im Jahr 1960 bestand eine LPG vom Typ I mit neun Mitgliedern und 81 Hektar landwirtschaftlicher Nutzfläche, die 1966 an die LPG Typ III angeschlossen wurde. Im Jahr 1983 bestanden in Kappan die LPG (T) Jüterbog Abteilung Kappan sowie der staatliche Forstwirtschaftsbetrieb Luckenwalde Fuhrparkstützpunkt Kappan.

## Bevölkerungsentwicklung
| Jahr      | 1817 | 1837 | 1858 | 1871 | 1885 | 1895 | 1905 | 1925 |
| Einwohner | 30   | 54   | 69   | 64   | 56   | 60   | 36   | 66   |